# Rai (maat)
| Thaise oppervlaktematen | Thaise oppervlaktematen | Thaise oppervlaktematen |
| naam                    | symbool                 |                         |
| ----------------------- | ----------------------- | ----------------------- |
| rai                     | r                       |                         |
| ngan                    | ng                      |                         |
| tarang wah              | w²                      |                         |

Een rai (Thai: ไร่ (râj)) is een Thaise vlaktemaat, gelijk aan 1600 m². Hoewel de maat precies is afgeleid van de meter, is het geen SI-eenheid. Een rai is gelijk aan vier ngan of 400 tarang wah.
Door een nieuwe wet, de Weights and Measures Act, B.E. 2466, werd op 17 december 1923 het metrisch systeem het officiële Thaise meetsysteem. De maat rai, die voor het aantreden van de wet vooral werd gebruikt, werd echter na het in werking stellen van de wet nog vaak gebruikt. In de huidige wet betreffende de Thaise maten, de Weights and Measures Act B.E. 2542, die uit 1999 stamt, staat dat het metrisch systeem het officiële matenstelsel is, maar de maat rai wordt in de wet als "gebruikelijke maat" vermeld. De letter "r" wordt als afkorting vermeld.
Het woord "rai" betekent in het Thai tevens plantage.